# Busstation Van Musschenbroekstraat
Busstation Van Musschenbroekstraat was een busstation voor het streekvervoer in de gelijknamige straat, vlak bij de Wibautstraat, in Amsterdam-Oost vernoemd naar hoogleraar Petrus van Musschenbroek

## Geschiedenis
Nadat op 15 oktober 1939 het station Amsterdam Weesperpoort werd gesloten en ook de motortrams van de Gooische Tramweg-Maatschappij tussen Amsterdam en Naarden werden vervangen door busdiensten, werd op de plaats van het vroegere station aan de westzijde een voorlopig busstation ingericht met drie perrons.
Door de bouw van het in 1958 te openen Centraal belastinggebouw werd het verplaatst naar de andere zijde van de Wibautstraat, maar ook daar moest het verdwijnen in verband met de bouw van het Wibauthuis. Het werd verplaatst naar een tijdelijke locatie nabij de Tweede Boerhaavestraat achter de Amstelbrouwerij. Het tijdelijke busstation was voorzien van een eilandperron en had een abri en een houten wachtkamer en restaurant.
Achter het Wibauthuis, dat in de jaren 1961-1968 werd voltooid, werd een nieuw overdekt busstation gebouwd dat werd geopend op 20 november 1963. Het busstation werd ontworpen door de Amsterdamse architect H. Vriend en had een overkapping van 62 meter met vijf perrons van 22 meter lang, waarvan het vijfde net binnen de overkapping lag. Verder waren er een restauratie, een café en enkele winkeltjes. Er was een busstalling met kantoren en personeelsverblijven. Het hele project had ongeveer 1 miljoen gulden gekost. Het busstation werd gebouwd in opdracht van de Nederlandse Buurtvervoer Maatschappij (NBM), een dochteronderneming van de Nederlandse Spoorwegen. Het was bestemd voor de busdiensten richting Het Gooi en Utrecht, maar werd ook gebruikt door de lijndiensten van Europabus en de touringcars van Cebuto, twee organisaties waarin de NBM participeerde. Ook verschenen de NZH-bussen van de NS-busdienst (Amsterdam-Den Haag) en vanaf 1969 ook die van de Flevodienst met de eerste lijn naar Lelystad. 
Van 1970 en 1973 werd een tweetal gezamenlijke lijnen met het GVB naar de Bijlmermeer vanuit de stalling gereden en van 1977 tot 1980 een drietal naar Amstelveen. In de stalling was ruimte voor 64 bussen, maar door het toenemende vervoer naar de Bijlmermeer moest een aantal bussen worden gestald op een openluchtterrein aan de Veemarkt.
In 1973 fuseerde NBM met Maarse & Kroon tot Centraal Nederland en in 1981 Flevodienst met de Veluwse Auto Dienst tot Verenigde Autobus Diensten VAD. Inmiddels was men op zoek naar een nieuwe en grotere locatie.

## Sluiting
Nadat de stalling eind 1980 was gesloten en verplaatst naar een nieuwe Garage Amstel III werd het busstation ontmanteld, waarbij de overkapping later grotendeels verdween. Op 23 mei 1982, nog geen 20 jaar na de opening, werd het busstation buiten gebruik gesteld, vooral naar aanleiding van klachten van buurtbewoners over lawaai en stank. De nog resterende buslijnen werden verplaatst naar het Weesperplein of ingekort tot het Amstelstation. 
Het voormalige busstation werd in gebruik genomen als tijdelijke parkeerplaats voor auto's terwijl de oude stallingsruimte en kantoren tijdelijk werden gebruikt als "poëziehol" door schrijfgroep De Klus met onder meer Simon Vinkenoog. Daarna werd de oude stallingsruimte afgebroken en verscheen op de plek de sporthal "Wibaut" en het Wibauthof met woningen. Nadat ook het Wibauthuis in 2008 werd afgebroken, verscheen er de Amstelcampus.

## Wetenswaardig
- Door de busrestauratie werden eigen suikerzakjes verstrekt met naam en logo van de NBM, voorzien van een plaatje van een bolramer-streekbus.[4]

## Fotogalerij

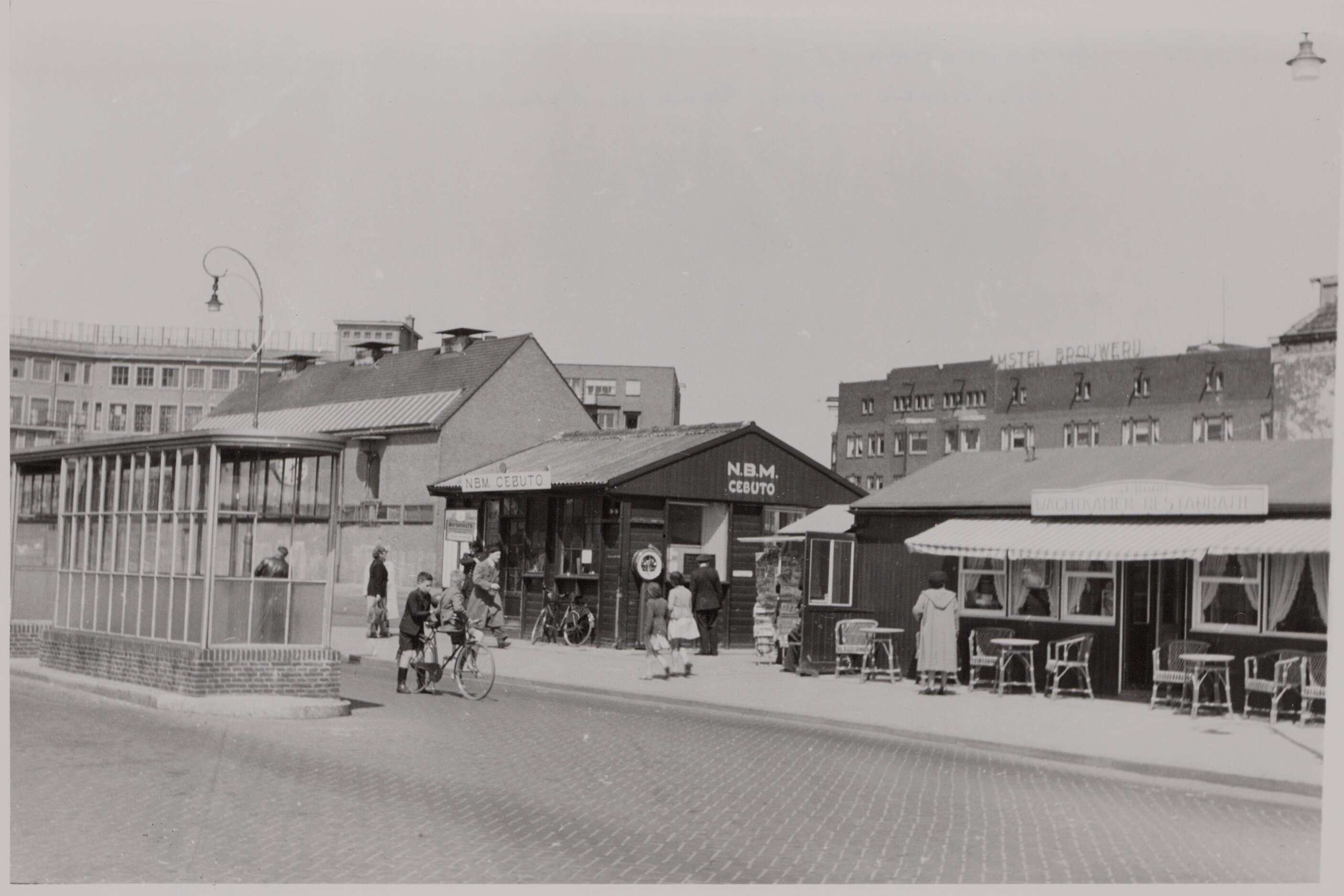
Tweede busstation (1951)
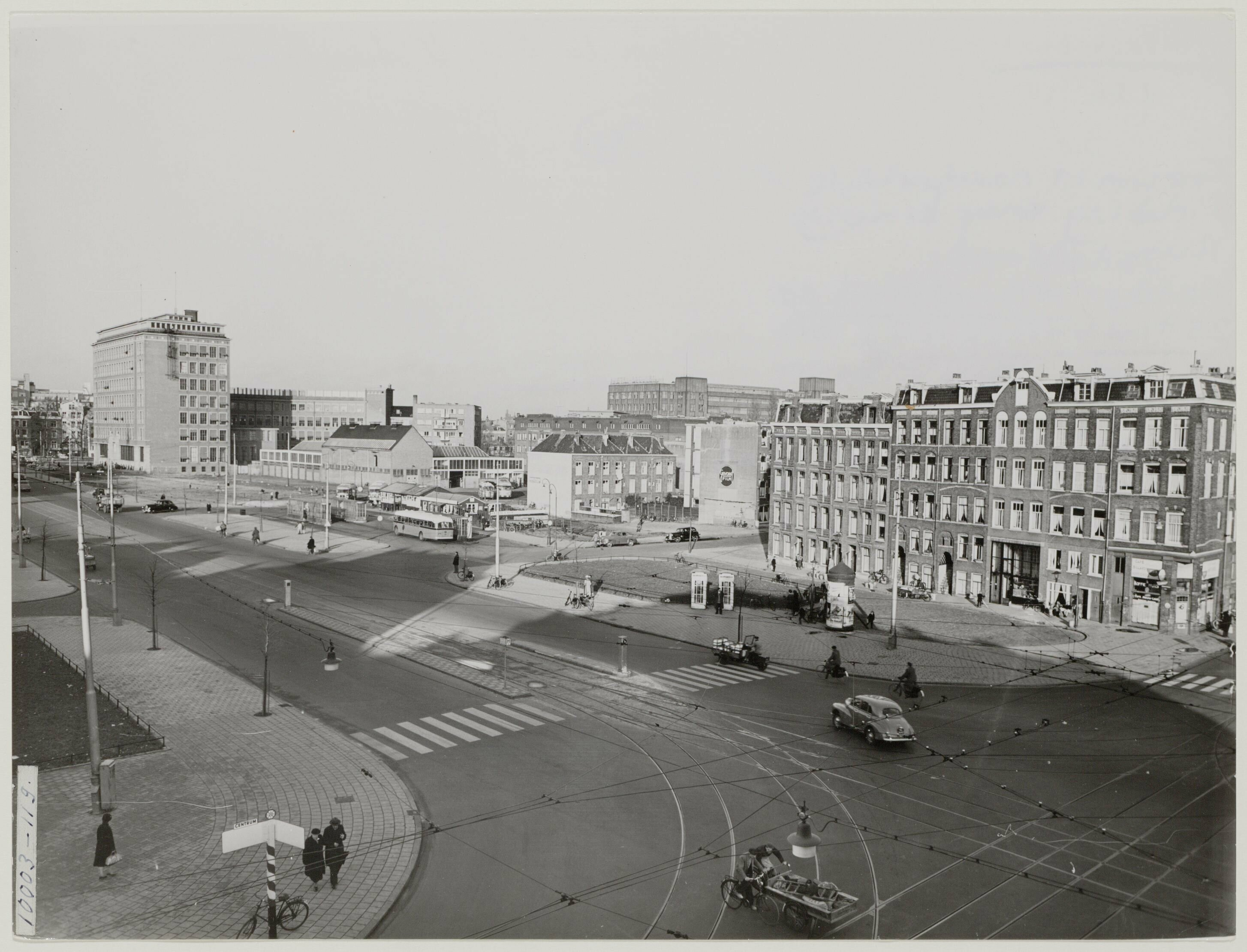
Tweede busstation gezien van uit het zuiden (1954)
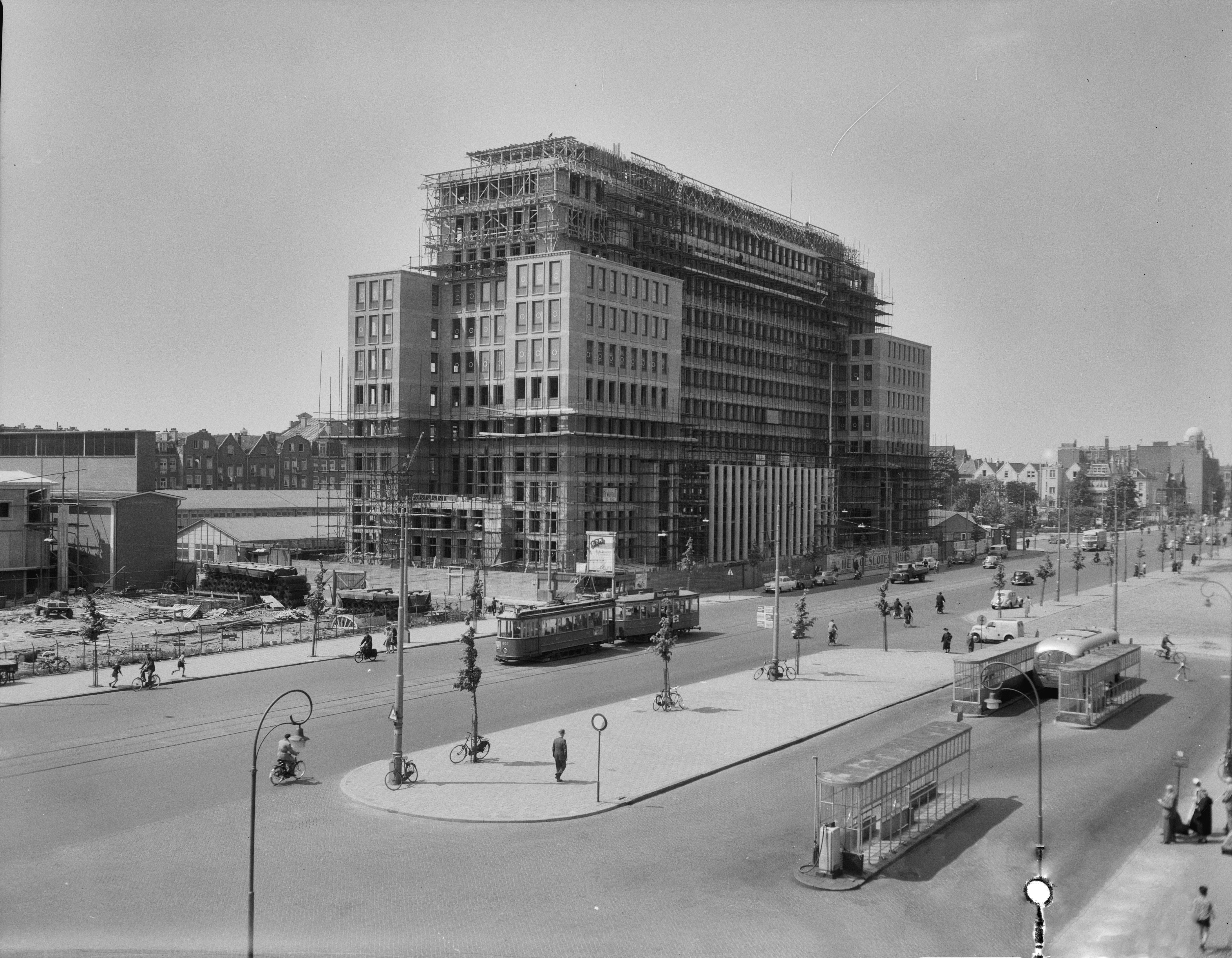
Tweede busstation (1956 - rechts)
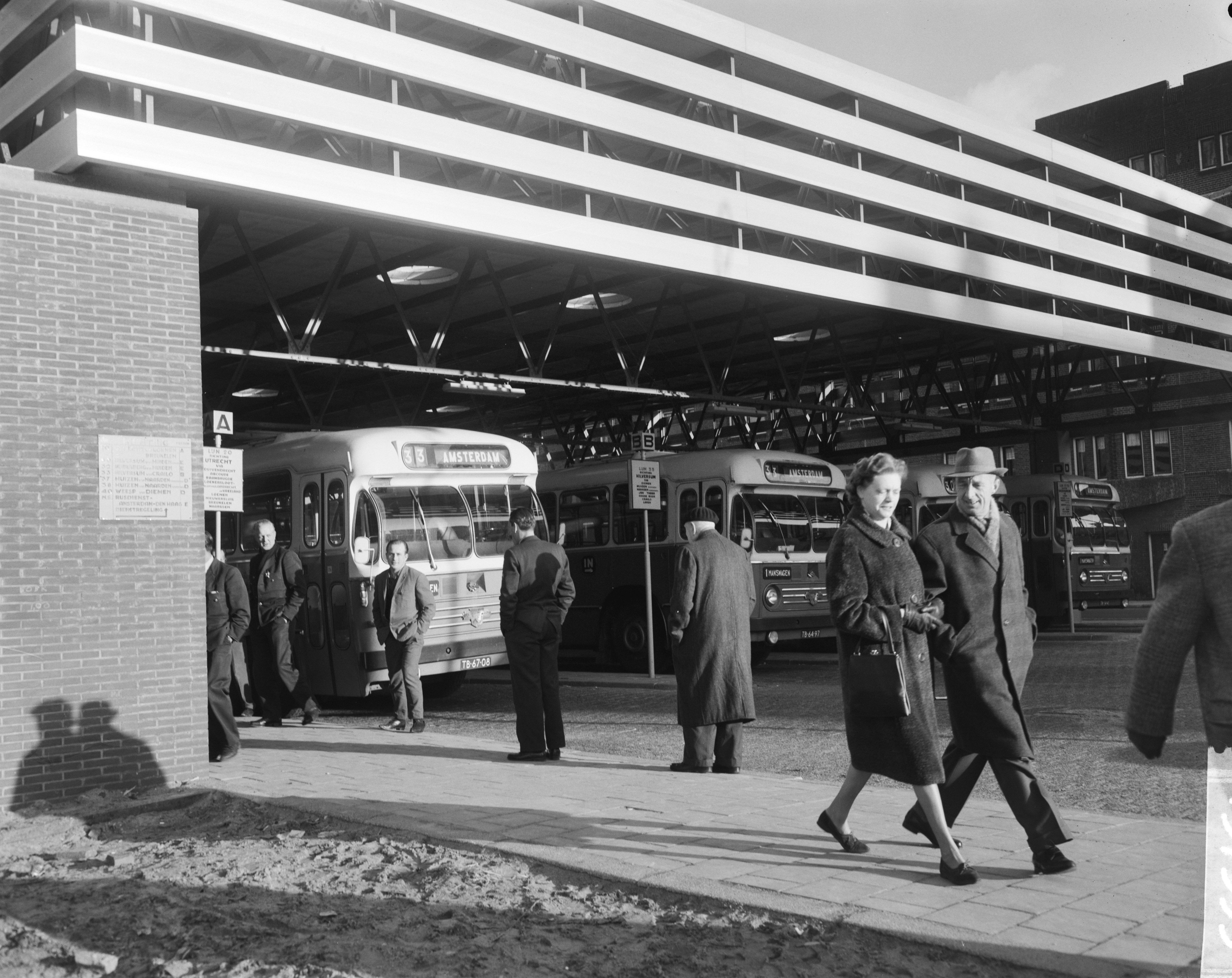
Inkijk in vierde busstation (1963), bestemmingsbord links met vermelding NBM lijnen 20, 30, 32, 33, 37, 38, 40 en de NS-busdienst
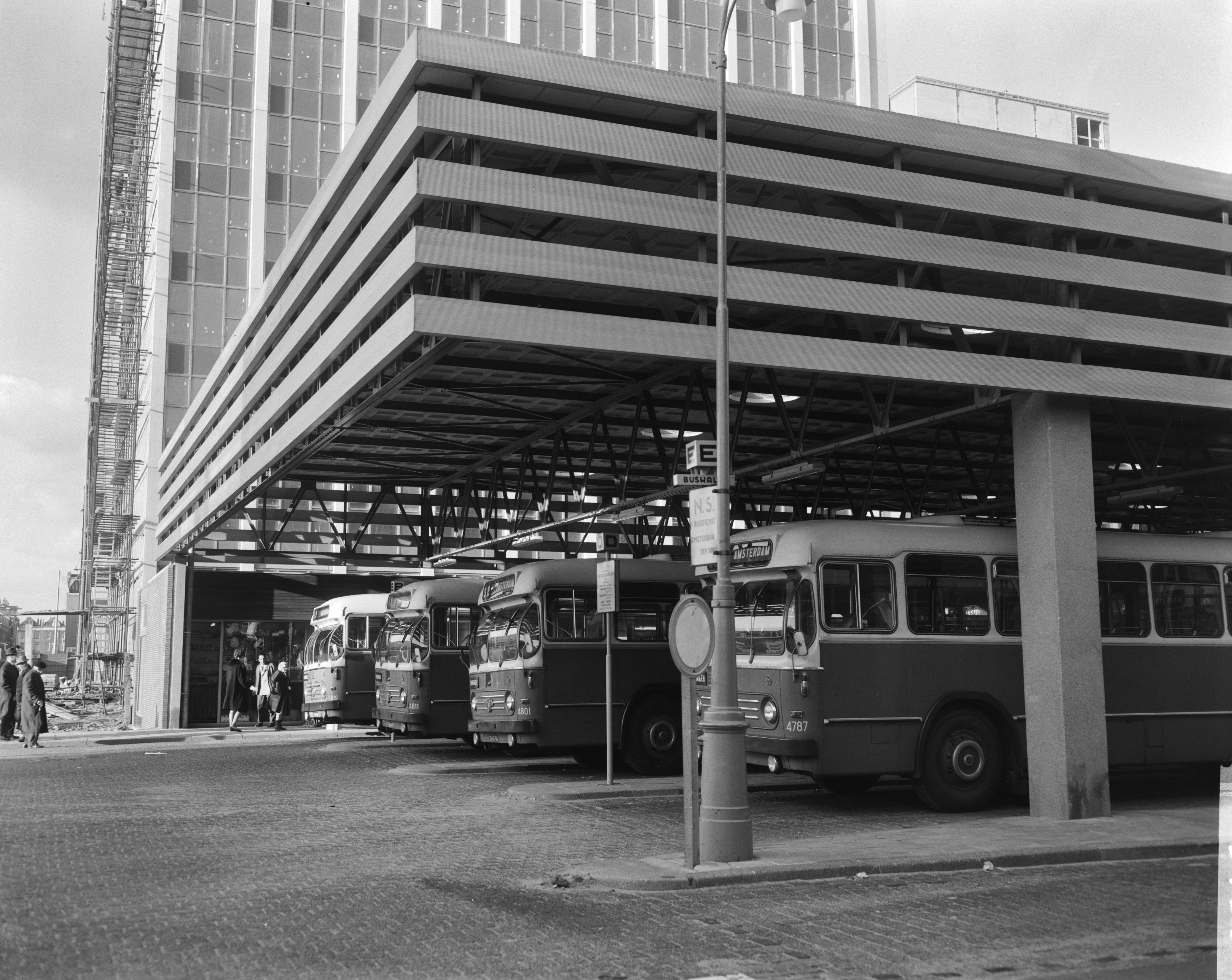
Inkijk van andere kant (1963)